# ハル・C・カーン
ハル・C・カーン（Hal C. Kern, 1894年7月14日 - 1985年2月24日）は、アメリカ合衆国の編集技師である。

## 人物
『風と共に去りぬ』でアカデミー編集賞を受賞し、また『レベッカ』と『君去りし後』でもノミネートされた。
1915年に編集者としてのキャリアが始まり、インセビルで短編を手掛けた。トーマス・H・インスの映画『シヴィリゼーション』の作業中に彼の編集室から火災が発生し、最終的にスタジオが全壊してしまうと彼はカルバーシティへの移動を余儀なくされた。その後ジョセフ・M・シェンクに編集技師として雇われて知名度を上げた。さらにその後はMGMで編集技師を務めた。
兄のロバート・J・カーンも編集技師である。